# David Roddy
David Michael Roddy (Minneapolis, Minnesota, 27 de marzo de 2001) es un jugador de baloncesto estadounidense que pertenece a la plantilla de los Toronto Raptors de la NBA, con un contrato dual que le permite jugar además en su filial de la G League, los Rio Grande Valley Vipers. Mide 1,93 metros y juega en la posición de alero.

## Trayectoria deportiva

### Instituto
Roddy compitió en tres deportes en la Escuela Breck en Golden Valley, Minnesota, en baloncesto, fútbol americano y atletismo. En su último año, promedió 29,7 puntos y 16,6 rebotes por partido para el equipo de baloncesto. Roddy fue incluido como quarterback en el mejor equipo All-State y ganó un campeonato estatal de Clase A en lanzamiento de disco.

### Universidad
Jugó tres temporadas con los Rams de la Universidad Estatal de Colorado, en las que promedió 15,5 puntos, 7,4 rebotes y 2,4 asistencias por partido. Como estudiante de segundo año, promedió 15,9 puntos y 9,4 rebotes por partido, y fue incluido en el mejor quinteto de la Mountain West Conference..
En su temporada júnior promedió 19,2 puntos, 7,5 rebotes y 2,9 asistencias por partido, siendo elegido Jugador del Año de la Mountain West Conference, además de ser incluido en el mejor quinteto de la conferencia por segundo año consecutivo. Roddy llevó a los Rams a su primera aparición en un torneo de la NCAA desde 2013 antes de declararse para el draft de la NBA el 30 de marzo de 2022.

#### Estadísticas
| Año     | Equipo         | PJ | PT | MPP  | %TC  | %3P  | %TL  | RPP | APP | ROB | TPP | PPP  |
| ------- | -------------- | -- | -- | ---- | ---- | ---- | ---- | --- | --- | --- | --- | ---- |
| 2019–20 | Colorado State | 32 | 19 | 25.6 | .465 | .195 | .739 | 5.6 | 1.8 | .6  | .8  | 11.4 |
| 2020–21 | Colorado State | 28 | 26 | 31.5 | .512 | .278 | .789 | 9.4 | 2.6 | .9  | .7  | 15.9 |
| 2021–22 | Colorado State | 31 | 31 | 32.9 | .571 | .438 | .691 | 7.5 | 2.9 | 1.2 | 1.1 | 19.2 |
| Total   | Total          | 91 | 76 | 29.9 | .522 | .319 | .739 | 7.4 | 2.4 | .9  | .8  | 15.5 |

### Profesional
Fue elegido en la vigésimo tercera posición del Draft de la NBA de 2022 por los Philadelphia 76ers, pero fue posteriormente traspasado a los Memphis Grizzlies junto con Danny Green a cambio de De'Anthony Melton.
El 8 de febrero de 2024 es traspasado a Phoenix Suns en un intercambio entre tres equipos.
El 29 de julio de 2024 fue traspasado a los Atlanta Hawks a cambio de E. J. Liddell. Fue despedido el 7 de febrero de 2025.
El 9 de febrero de 2025 firmó un contrato de diez días con los Philadelphia 76ers, pero fue asignado poco después a los Delaware Blue Coats. El 20 de febrero convirtió su contrato en dual. El 28 de febrero de 2025, los 76ers renunciaron a Roddy después de firmar a Jalen Hood-Schifino con otro contrato dual.
El 3 de marzo de 2025 firmó un nuevo contrato dual, en esta ocasión con los Houston Rockets.
El 6 de julio de 2025 es traspasado a Atlanta Hawks, siendo cortado al día siguiente. El 10 de julio firma un contrato de exhibición con Toronto Raptors.

## Estadísticas de su carrera en la NBA

### Temporada regular
| Año     | Equipo       | PJ  | PT | MPP  | %TC  | %3P  | %TL   | RPP | APP | ROB | TPP | PPP |
| ------- | ------------ | --- | -- | ---- | ---- | ---- | ----- | --- | --- | --- | --- | --- |
| 2022-23 | Memphis      | 70  | 4  | 18.0 | .429 | .307 | .631  | 2.8 | .8  | .4  | .3  | 6.7 |
| 2023-24 | Memphis      | 48  | 13 | 23.2 | .402 | .301 | .687  | 4.2 | 1.6 | .5  | .2  | 8.4 |
| 2023-24 | Phoenix      | 17  | 0  | 3.7  | .435 | .125 | 1.000 | .6  | .2  | .1  | .0  | 1.3 |
| 2024-25 | Atlanta      | 27  | 3  | 12.8 | .473 | .372 | .818  | 2.6 | 1.1 | .4  | .3  | 4.5 |
| 2024-25 | Philadelphia | 3   | 0  | 9.7  | .421 | .182 | -     | 3.0 | 1.0 | .7  | .0  | 6.0 |
| 2024-25 | Houston      | 3   | 0  | 11.7 | .385 | .143 | .500  | 1.7 | .7  | .0  | .3  | 4.3 |
| Total   | Total        | 168 | 20 | 16.9 | .421 | .302 | .679  | 2.9 | 1.0 | .4  | .2  | 6.2 |

### Playoffs
| Año   | Equipo  | PJ | PT | MPP  | %TC  | %3P  | %TL   | RPP | APP | ROB | TPP | PPP |
| ----- | ------- | -- | -- | ---- | ---- | ---- | ----- | --- | --- | --- | --- | --- |
| 2023  | Memphis | 6  | 0  | 12.6 | .276 | .300 | 1.000 | 2.8 | .7  | .0  | .3  | 3.8 |
| 2024  | Phoenix | 2  | 0  | 1.5  | —    | —    | —     | .0  | .0  | .0  | .0  | .0  |
| Total | Total   | 8  | 0  | 9.9  | .276 | .300 | 1.000 | 2.1 | .5  | .0  | .3  | 2.9 |